# Torneo Argentino B 2005-06
El Torneo Argentino B 2005-06 fue la undécima edición del campeonato de cuarta división o tercera categoría de ascenso del fútbol argentino, en lo que corresponde a las competiciones entre los equipos indirectamente afiliados.
Para esta temporada se sumaron los tres clubes ascendidos del Torneo del Interior que fueron Real Arroyo Seco, Rivadavia (L) y Crucero del Norte; y los dos clubes descendidos del Torneo Argentino A que fueron Rosario Puerto Belgrano y Gimnasia y Tiro (S). También, con motivo de una mayor regionalización del campeonato y de mantener la cantidad de equipos, se sumaron quince clubes invitados por el Consejo Federal, que se detallan más abajo.

## Ascensos y descensos
- Equipos salientes

| Posición  | Descendidos del Argentino B 2004/05 |
| --------- | ----------------------------------- |
| Promoción | Independiente (LR)                  |
| 39.º      | Grupo Universitario                 |
| 40.º      | Concepción FC                       |
| 41.º      | Deportivo Roca                      |
| 42.º      | Sportivo Estudiantes                |
| 43.º      | Sportivo Eldorado                   |
| 44.º      | Sarmiento (R)                       |
| 45.º      | Alianza (CC)                        |
| 46.º      | Mitre (SdE)                         |
| 47.º      | Germinal                            |
| 48.º      | Almirante Brown (A)                 |

| Posición    | Ascendidos del Argentino B 2004/05 |
| ----------- | ---------------------------------- |
| Campeón     | San Martín (T)                     |
| Campeón     | La Plata FC                        |
| 3.º ascenso | Racing (O)                         |
| 4.º ascenso | 9 de Julio (R)                     |
| 5.º ascenso | Huracán (CR)                       |
| 6.º ascenso | Sportivo Patria                    |

- Equipos entrantes

| Posición  | Ascendidos del Torneo del Interior 2005 |
| --------- | --------------------------------------- |
| Campeón   | Rivadavia (L)                           |
| Campeón   | Real Arroyo Seco                        |
| Promoción | Crucero del Norte                       |

| Posición | Descendidos del Argentino A 2004/05 |
| -------- | ----------------------------------- |
| 19.º     | Gimnasia y Tiro (S)                 |
| 20.º     | Rosario Puerto Belgrano             |

## Reestructuración del torneo

### Invitaciones
| Provincia               | Equipo                               | Ciudad              | Estadio                | Capacidad | Liga de Origen                           |
| ----------------------- | ------------------------------------ | ------------------- | ---------------------- | --------- | ---------------------------------------- |
| Buenos Aires (Interior) | Club Grupo Universitario             | Tandil              | -                      | -         | Liga Tandilense de fútbol                |
| Chaco                   | Club Atlético Sarmiento              | Resistencia         | -                      | -         | Liga Chaqueña de fútbol                  |
| Córdoba                 | Asociación Deportiva 9 de Julio      | Morteros            | -                      | -         | Liga Regional de Fútbol de San Francisco |
| Entre Ríos              | Club Atlético Paraná                 | Paraná              | -                      | -         | Liga de Fútbol de Paraná Campaña         |
| La Rioja                | Club Atlético Independiente          | La Rioja            | -                      | -         | Liga Riojana de Fútbol                   |
| Mendoza                 | Club Deportivo Maipú                 | Maipú               | Omar Higinio Sperdutti | 8000      | Liga de Fútbol de Eldorado               |
| Misiones                | Club Sportivo Eldorado               | Eldorado            | -                      | -         | Liga Mendocina de Fútbol                 |
| Neuquén                 | Club Atlético Independiente          | Neuquén             | -                      | -         | Liga de Fútbol del Neuquén               |
| Neuquén                 | Club Social y Deportivo Alianza      | Cutral Có           | -                      | -         | Liga de Fútbol del Neuquén               |
| Río Negro               | Club Deportivo Cruz del Sur          | Ñirihuau            | -                      | -         | Liga de Fútbol de Bariloche              |
| Río Negro               | Club Social y Deportivo General Roca | General Roca        | -                      | -         | Liga Rionegrina de Fútbol                |
| San Juan                | Club Atlético Trinidad               | San Juan            | -                      | -         | Liga Sanjuanina de Fútbol                |
| San Luis                | Club Sportivo Estudiantes            | San Luis            | -                      | -         | Liga Sanluiseña de fútbol                |
| Santiago del Estero     | Club Atlético Mitre                  | Santiago del Estero | -                      | -         | Liga Santiagueña de Fútbol               |
| Tucumán                 | Concepción Fútbol Club               | Tucumán             | -                      | -         | Liga Tucumana de fútbol                  |

### Renuncias
| Provincia               | Equipo                   | Ciudad        | Estadio | Capacidad | Liga de Origen             |
| ----------------------- | ------------------------ | ------------- | ------- | --------- | -------------------------- |
| Buenos Aires (Interior) | Club Banfield            | Mar del Plata | -       | -         | Liga Marplatense de fútbol |
| Catamarca               | Club Atlético San Martín | El Bañado     | -       | -         | Liga Chacarera de Fútbol   |

## Equipos participantes
| Zona   | Club                                  | Ciudad                              | Provincia               | Liga de Origen                               |
| ------ | ------------------------------------- | ----------------------------------- | ----------------------- | -------------------------------------------- |
| Zona A | Deportivo Madryn                      | Puerto Madryn                       | Chubut                  | Liga de fútbol Valle del Chubut (Trelew)     |
| Zona A | Alianza                               | Cutral-Co                           | Neuquén                 | Liga de fútbol del Neuquén                   |
| Zona A | Cruz del Sur                          | San Carlos de Bariloche             | Río Negro               | Liga de fútbol de Bariloche                  |
| Zona A | Centenario                            | Centenario                          | Neuquén                 | Liga de fútbol del Neuquén                   |
| Zona A | Deportivo Roca                        | General Roca                        | Río Negro               | Liga Deportiva Confluencia                   |
| Zona A | Sportivo Bancruz                      | Río Gallegos                        | Provincia de Santa Cruz | Liga de Fútbol Sur de Santa Cruz             |
| Zona A | Independiente                         | Neuquén                             | Neuquén                 | Liga de fútbol del Neuquén                   |
| Zona B | Rivadavia                             | Lincoln                             | Buenos Aires            | Liga Deportiva del Oeste (Junín)             |
| Zona B | El Linqueño                           | Lincoln                             | Buenos Aires            | Liga Amateur de Deportes (Lincoln)           |
| Zona B | Grupo Universitario                   | Tandil                              | Buenos Aires            | Liga Tandilense de fútbol                    |
| Zona B | Alvarado                              | Mar del Plata                       | Buenos Aires            | Liga Marplatense de fútbol                   |
| Zona B | Deportivo Santamarina                 | Tandil                              | Buenos Aires            | Liga Tandilense de fútbol                    |
| Zona B | Sporting                              | Punta Alta                          | Buenos Aires            | Liga del Sur (Bahía Blanca)                  |
| Zona B | Rosario Puerto Belgrano               | Punta Alta                          | Buenos Aires            | Liga del Sur (Bahía Blanca)                  |
| Zona C | Real Arroyo Seco                      | Arroyo Seco                         | Santa Fe                | Liga de Fútbol Regional del Sud              |
| Zona C | Atlético Alumni                       | Villa María                         | Córdoba                 | Liga Villamariense de fútbol                 |
| Zona C | Sportivo Las Parejas                  | Las Parejas                         | Santa Fe                | Liga Cañadense de Fútbol                     |
| Zona C | Estudiantes                           | Río Cuarto                          | Córdoba                 | Liga Regional de fútbol de Río Cuarto        |
| Zona C | La Emilia                             | La Emilia                           | Buenos Aires            | Liga Nicoleña de fútbol                      |
| Zona C | Estudiantes                           | San Luis                            | Provincia de San Luis   | Liga Sanluiseña de fútbol                    |
| Zona D | Deportivo Maipú                       | Maipú                               | Mendoza                 | Liga Mendocina de fútbol                     |
| Zona D | Gimnasia y Esgrima                    | Mendoza                             | Mendoza                 | Liga Mendocina de fútbol                     |
| Zona D | Villa Atuel                           | Villa Atuel                         | Mendoza                 | Liga Sanrafaelina de Fútbol                  |
| Zona D | Atlético Policial                     | San Fernando del Valle de Catamarca | Catamarca               | Liga Catamarqueña de fútbol                  |
| Zona D | Independiente                         | La Rioja                            | La Rioja                | Liga Riojana de Fútbol                       |
| Zona D | Alianza                               | Santa Lucía                         | San Juan                | Liga Sanjuanina de fútbol                    |
| Zona D | Trinidad                              | Trinidad                            | San Juan                | Liga Sanjuanina de fútbol                    |
| Zona E | 9 de Julio                            | Morteros                            | Córdoba                 | Liga Regional de Fútbol San Francisco        |
| Zona E | At. Patronato de la Juventud Católica | Paraná                              | Entre Ríos              | Liga Paranaense de fútbol                    |
| Zona E | Atlético Uruguay                      | Concepción del Uruguay              | Entre Ríos              | Liga de fútbol de Concepción del Uruguay     |
| Zona E | Sportivo Belgrano                     | San Francisco                       | Córdoba                 | Liga Regional de Fútbol San Francisco        |
| Zona E | Libertad                              | Sunchales                           | Santa Fe                | Liga Rafaelina de fútbol                     |
| Zona E | Atlético Paraná                       | Paraná                              | Entre Ríos              | Liga Paranaense de fútbol                    |
| Zona E | Juventud Unida                        | Gualeguaychú                        | Entre Ríos              | Liga Departamental de fútbol de Gualeguaychú |
| Zona F | Boca Unidos                           | Corrientes                          | Corrientes              | Liga Correntina de fútbol                    |
| Zona F | Textil Mandiyú                        | Corrientes                          | Corrientes              | Liga Correntina de fútbol                    |
| Zona F | Crucero del Norte                     | Garupá                              | Misiones                | Liga Posadeña de fútbol                      |
| Zona F | Chaco For Ever                        | Resistencia                         | Chaco                   | Liga Chaqueña de fútbol                      |
| Zona F | Guaraní Antonio Franco                | Posadas                             | Misiones                | Liga Posadeña de fútbol                      |
| Zona F | Sarmiento                             | Resistencia                         | Chaco                   | Liga Chaqueña de fútbol                      |
| Zona F | Sportivo Eldorado                     | Eldorado                            | Misiones                | Liga de fútbol de Eldorado                   |
| Zona G | Central Norte                         | Salta                               | Salta                   | Liga Salteña de fútbol                       |
| Zona G | Gimnasia y Tiro                       | Salta                               | Salta                   | Liga Salteña de fútbol                       |
| Zona G | Atlético Ledesma                      | Libertador General San Martín       | Jujuy                   | Liga Regional Jujeña de Fútbol               |
| Zona G | Central Córdoba                       | Santiago del Estero                 | Santiago del Estero     | Liga Santiagueña de Fútbol                   |
| Zona G | Concepción FC                         | Concepción                          | Tucumán                 | Liga Tucumana de Fútbol                      |
| Zona G | Atlético Mitre                        | Santiago del Estero                 | Santiago del Estero)    | Liga Santiagueña de Fútbol                   |
| Zona G | Altos Hornos Zapla                    | Palpalá                             | Jujuy                   | Liga Jujeña de Fútbol                        |

### Distribución geográfica de los equipos
| Provincia           | Cant. |
| ------------------- | ----- |
| Buenos Aires        | 8     |
| Córdoba             | 4     |
| Entre Ríos          | 4     |
| Neuquén             | 3     |
| Mendoza             | 3     |
| Misiones            | 3     |
| Santa Fe            | 3     |
| Chaco               | 2     |
| Corrientes          | 2     |
| Jujuy               | 2     |
| Río Negro           | 2     |
| Salta               | 2     |
| San Juan            | 2     |
| Santiago del Estero | 2     |
| Catamarca           | 1     |
| Chubut              | 1     |
| La Rioja            | 1     |
| San Luis            | 1     |
| Santa Cruz          | 1     |
| Tucumán             | 1     |
| Total               | 48    |

## Torneo Apertura

### Primera fase

#### Zona A
| Zona A | Zona A                  | Zona A | Zona A | Zona A | Zona A | Zona A | Zona A | Zona A | Zona A |
| Equipo | Equipo                  | Pts    | PJ     | PG     | PE     | PP     | GF     | GC     | DIF    |
| ------ | ----------------------- | ------ | ------ | ------ | ------ | ------ | ------ | ------ | ------ |
| 1º     | Deportivo Madryn        | 20     | 12     | 6      | 2      | 4      | 18     | 17     | 1      |
| 2º     | Alianza (Cutral Có)     | 18     | 12     | 4      | 6      | 2      | 15     | 10     | 5      |
| 3º     | Cruz del Sur            | 16     | 12     | 4      | 4      | 4      | 19     | 16     | 3      |
| 4º     | Centenario              | 16     | 12     | 4      | 4      | 4      | 15     | 15     | 0      |
| 5º     | Deportivo Roca          | 15     | 12     | 3      | 6      | 3      | 13     | 13     | 0      |
| 6º     | Bancruz                 | 11     | 12     | 2      | 5      | 5      | 10     | 15     | -5     |
| 7°     | Independiente (Neuquén) | 11     | 12     | 2      | 5      | 5      | 11     | 17     | -6     |

|  | Clasificado a la segunda fase del Torneo Apertura. |

#### Zona B
| Zona B | Zona B                       | Zona B | Zona B | Zona B | Zona B | Zona B | Zona B | Zona B | Zona B |
| Equipo | Equipo                       | Pts    | PJ     | PG     | PE     | PP     | GF     | GC     | DIF    |
| ------ | ---------------------------- | ------ | ------ | ------ | ------ | ------ | ------ | ------ | ------ |
| 1º     | Rivadavia (Lincoln)          | 22     | 12     | 6      | 4      | 2      | 15     | 8      | 7      |
| 2º     | El Linqueño                  | 19     | 12     | 5      | 4      | 3      | 19     | 16     | 3      |
| 3º     | Grupo Universitario (Tandil) | 18     | 12     | 5      | 3      | 4      | 15     | 15     | 0      |
| 4º     | Alvarado                     | 17     | 12     | 4      | 5      | 3      | 19     | 16     | 3      |
| 5º     | Ramón Santamarina            | 16     | 12     | 4      | 4      | 4      | 17     | 14     | 3      |
| 6º     | Sporting                     | 14     | 12     | 4      | 2      | 6      | 15     | 18     | -3     |
| 7°     | Rosario Puerto Belgrano      | 9      | 12     | 3      | 0      | 9      | 9      | 22     | -13    |

|  | Clasificado a la segunda fase del Torneo Apertura. |

#### Zona C
| Zona C | Zona C                          | Zona C | Zona C | Zona C | Zona C | Zona C | Zona C | Zona C | Zona C |
| Equipo | Equipo                          | Pts    | PJ     | PG     | PE     | PP     | GF     | GC     | DIF    |
| ------ | ------------------------------- | ------ | ------ | ------ | ------ | ------ | ------ | ------ | ------ |
| 1º     | Real Arroyo Seco                | 19     | 10     | 5      | 4      | 1      | 11     | 5      | 6      |
| 2º     | Alumni (Villa María)            | 17     | 10     | 4      | 5      | 1      | 10     | 5      | 5      |
| 3º     | Sportivo Las Parejas            | 15     | 10     | 4      | 3      | 3      | 14     | 9      | 5      |
| 4º     | Estudiantes (Río Cuarto)        | 11     | 10     | 2      | 5      | 3      | 11     | 14     | -3     |
| 5º     | La Emilia                       | 10     | 10     | 2      | 4      | 4      | 9      | 13     | -4     |
| 6º     | Sportivo Estudiantes (San Luis) | 6      | 10     | 1      | 3      | 6      | 8      | 17     | -9     |

|  | Clasificado a la segunda fase del Torneo Apertura. |

#### Zona D
| Zona D | Zona D                       | Zona D | Zona D | Zona D | Zona D | Zona D | Zona D | Zona D | Zona D |
| Equipo | Equipo                       | Pts    | PJ     | PG     | PE     | PP     | GF     | GC     | DIF    |
| ------ | ---------------------------- | ------ | ------ | ------ | ------ | ------ | ------ | ------ | ------ |
| 1º     | Deportivo Maipú              | 28     | 12     | 9      | 1      | 2      | 19     | 7      | 12     |
| 2º     | Gimnasia y Esgrima (Mendoza) | 19     | 12     | 5      | 4      | 3      | 12     | 10     | 2      |
| 3º     | Villa Atuel                  | 17     | 12     | 4      | 5      | 3      | 15     | 12     | 3      |
| 4º     | Atlético Policial            | 17     | 12     | 5      | 2      | 5      | 15     | 14     | 1      |
| 5º     | Independiente (La Rioja)     | 13     | 12     | 3      | 4      | 5      | 11     | 16     | -5     |
| 6º     | Juventud Alianza             | 13     | 12     | 3      | 4      | 5      | 5      | 10     | -5     |
| 7°     | Atlético Trinidad            | 7      | 12     | 1      | 4      | 7      | 7      | 15     | -8     |

|  | Clasificado a la segunda fase del Torneo Apertura. |

| Fecha 1                 | Fecha 1   | Fecha 1            | Fecha 1 | Fecha 1 | Fecha 1 | Fecha 1 | Fecha 1 | Fecha 1 | Fecha 1 | Fecha 1 | Fecha 1 |
| Local                   | Resultado | Visitante          |         |         |         |         |         |         |         |         |         |
| ----------------------- | --------- | ------------------ | ------- | ------- | ------- | ------- | ------- | ------- | ------- | ------- | ------- |
| Atlético Trinidad       | 2 - 0     | Independiente (LR) |         |         |         |         |         |         |         |         |         |
| Gimnasia y Esgrima (M)  | 1 - 0     | Atlético Policial  |         |         |         |         |         |         |         |         |         |
| Villa Atuel             | 1 - 0     | Deportivo Maipú    |         |         |         |         |         |         |         |         |         |
| Libre: Juventud Alianza |           |                    |         |         |         |         |         |         |         |         |         |

| Fecha 2                  | Fecha 2   | Fecha 2                | Fecha 2 | Fecha 2 | Fecha 2 | Fecha 2 | Fecha 2 | Fecha 2 | Fecha 2 | Fecha 2 | Fecha 2 |
| Local                    | Resultado | Visitante              |         |         |         |         |         |         |         |         |         |
| ------------------------ | --------- | ---------------------- | ------- | ------- | ------- | ------- | ------- | ------- | ------- | ------- | ------- |
| Deportivo Maipú          | 0 - 0     | Gimnasia y Esgrima (M) |         |         |         |         |         |         |         |         |         |
| Independiente (LR)       | 1 - 0     | Villa Atuel            |         |         |         |         |         |         |         |         |         |
| Atlético Policial        | 2 - 0     | Juventud Alianza       |         |         |         |         |         |         |         |         |         |
| Libre: Atlético Trinidad |           |                        |         |         |         |         |         |         |         |         |         |

| Fecha 3                  | Fecha 3   | Fecha 3            | Fecha 3 | Fecha 3 | Fecha 3 | Fecha 3 | Fecha 3 | Fecha 3 | Fecha 3 | Fecha 3 | Fecha 3 |
| Local                    | Resultado | Visitante          |         |         |         |         |         |         |         |         |         |
| ------------------------ | --------- | ------------------ | ------- | ------- | ------- | ------- | ------- | ------- | ------- | ------- | ------- |
| Juventud Alianza         | 1 - 0     | Deportivo Maipú    |         |         |         |         |         |         |         |         |         |
| Gimnasia y Esgrima (M)   | 1 - 2     | Independiente (LR) |         |         |         |         |         |         |         |         |         |
| Villa Atuel              | 1 - 1     | Atlético Trinidad  |         |         |         |         |         |         |         |         |         |
| Libre: Atlético Policial |           |                    |         |         |         |         |         |         |         |         |         |

| Fecha 4            | Fecha 4   | Fecha 4                | Fecha 4 | Fecha 4 | Fecha 4 | Fecha 4 | Fecha 4 | Fecha 4 | Fecha 4 | Fecha 4 | Fecha 4 |
| Local              | Resultado | Visitante              |         |         |         |         |         |         |         |         |         |
| ------------------ | --------- | ---------------------- | ------- | ------- | ------- | ------- | ------- | ------- | ------- | ------- | ------- |
| Atlético Trinidad  | 0 - 1     | Gimnasia y Esgrima (M) |         |         |         |         |         |         |         |         |         |
| Independiente (LR) | 0 - 0     | Juventud Alianza       |         |         |         |         |         |         |         |         |         |
| Deportivo Maipú    | 2 - 1     | Atlético Policial      |         |         |         |         |         |         |         |         |         |
| Libre: Villa Atuel |           |                        |         |         |         |         |         |         |         |         |         |

| Fecha 5                | Fecha 5   | Fecha 5            | Fecha 5 | Fecha 5 | Fecha 5 | Fecha 5 | Fecha 5 | Fecha 5 | Fecha 5 | Fecha 5 | Fecha 5 |
| Local                  | Resultado | Visitante          |         |         |         |         |         |         |         |         |         |
| ---------------------- | --------- | ------------------ | ------- | ------- | ------- | ------- | ------- | ------- | ------- | ------- | ------- |
| Atlético Policial      | 3 - 2     | Independiente (LR) |         |         |         |         |         |         |         |         |         |
| Gimnasia y Esgrima (M) | 0 - 0     | Villa Atuel        |         |         |         |         |         |         |         |         |         |
| Juventud Alianza       | 1 - 0     | Atlético Trinidad  |         |         |         |         |         |         |         |         |         |
| Libre: Deportivo Maipú |           |                    |         |         |         |         |         |         |         |         |         |

| Fecha 6                       | Fecha 6   | Fecha 6           | Fecha 6 | Fecha 6 | Fecha 6 | Fecha 6 | Fecha 6 | Fecha 6 | Fecha 6 | Fecha 6 | Fecha 6 |
| Local                         | Resultado | Visitante         |         |         |         |         |         |         |         |         |         |
| ----------------------------- | --------- | ----------------- | ------- | ------- | ------- | ------- | ------- | ------- | ------- | ------- | ------- |
| Atlético Trinidad             | 0 - 2     | Atlético Policial |         |         |         |         |         |         |         |         |         |
| Villa Atuel                   | 3 - 1     | Juventud Alianza  |         |         |         |         |         |         |         |         |         |
| Independiente (LR)            | 0 - 1     | Deportivo Maipú   |         |         |         |         |         |         |         |         |         |
| Libre: Gimnasia y Esgrima (M) |           |                   |         |         |         |         |         |         |         |         |         |

| Fecha 7                   | Fecha 7   | Fecha 7                | Fecha 7 | Fecha 7 | Fecha 7 | Fecha 7 | Fecha 7 | Fecha 7 | Fecha 7 | Fecha 7 | Fecha 7 |
| Local                     | Resultado | Visitante              |         |         |         |         |         |         |         |         |         |
| ------------------------- | --------- | ---------------------- | ------- | ------- | ------- | ------- | ------- | ------- | ------- | ------- | ------- |
| Atlético Policial         | 2 - 3     | Villa Atuel            |         |         |         |         |         |         |         |         |         |
| Deportivo Maipú           | 1 - 0     | Atlético Trinidad      |         |         |         |         |         |         |         |         |         |
| Juventud Alianza          | 0 - 0     | Gimnasia y Esgrima (M) |         |         |         |         |         |         |         |         |         |
| Libre: Independiente (LR) |           |                        |         |         |         |         |         |         |         |         |         |

| Fecha 8                 | Fecha 8   | Fecha 8                | Fecha 8 | Fecha 8 | Fecha 8 | Fecha 8 | Fecha 8 | Fecha 8 | Fecha 8 | Fecha 8 | Fecha 8 |
| Local                   | Resultado | Visitante              |         |         |         |         |         |         |         |         |         |
| ----------------------- | --------- | ---------------------- | ------- | ------- | ------- | ------- | ------- | ------- | ------- | ------- | ------- |
| Independiente (LR)      | 0 - 0     | Atlético Trinidad      |         |         |         |         |         |         |         |         |         |
| Atlético Policial       | 3 - 2     | Gimnasia y Esgrima (M) |         |         |         |         |         |         |         |         |         |
| Deportivo Maipú         | 2 - 0     | Villa Atuel            |         |         |         |         |         |         |         |         |         |
| Libre: Juventud Alianza |           |                        |         |         |         |         |         |         |         |         |         |

| Fecha 9                  | Fecha 9   | Fecha 9            | Fecha 9 | Fecha 9 | Fecha 9 | Fecha 9 | Fecha 9 | Fecha 9 | Fecha 9 | Fecha 9 | Fecha 9 |
| Local                    | Resultado | Visitante          |         |         |         |         |         |         |         |         |         |
| ------------------------ | --------- | ------------------ | ------- | ------- | ------- | ------- | ------- | ------- | ------- | ------- | ------- |
| Gimnasia y Esgrima (M)   | 1 - 3     | Deportivo Maipú    |         |         |         |         |         |         |         |         |         |
| Villa Atuel              | 2 - 2     | Independiente (LR) |         |         |         |         |         |         |         |         |         |
| Juventud Alianza         | 0 - 0     | Atlético Policial  |         |         |         |         |         |         |         |         |         |
| Libre: Atlético Trinidad |           |                    |         |         |         |         |         |         |         |         |         |

| Fecha 10                 | Fecha 10  | Fecha 10               | Fecha 10 | Fecha 10 | Fecha 10 | Fecha 10 | Fecha 10 | Fecha 10 | Fecha 10 | Fecha 10 | Fecha 10 |
| Local                    | Resultado | Visitante              |          |          |          |          |          |          |          |          |          |
| ------------------------ | --------- | ---------------------- | -------- | -------- | -------- | -------- | -------- | -------- | -------- | -------- | -------- |
| Atlético Trinidad        | 1 - 1     | Villa Atuel            |          |          |          |          |          |          |          |          |          |
| Deportivo Maipú          | 1 - 0     | Juventud Alianza       |          |          |          |          |          |          |          |          |          |
| Independiente (LR)       | 2 - 3     | Gimnasia y Esgrima (M) |          |          |          |          |          |          |          |          |          |
| Libre: Atlético Policial |           |                        |          |          |          |          |          |          |          |          |          |

| Fecha 11               | Fecha 11  | Fecha 11           | Fecha 11 | Fecha 11 | Fecha 11 | Fecha 11 | Fecha 11 | Fecha 11 | Fecha 11 | Fecha 11 | Fecha 11 |
| Local                  | Resultado | Visitante          |          |          |          |          |          |          |          |          |          |
| ---------------------- | --------- | ------------------ | -------- | -------- | -------- | -------- | -------- | -------- | -------- | -------- | -------- |
| Gimnasia y Esgrima (M) | 2 - 0     | Atlético Trinidad  |          |          |          |          |          |          |          |          |          |
| Juventud Alianza       | 0 - 2     | Independiente (LR) |          |          |          |          |          |          |          |          |          |
| Atlético Policial      | 0 - 1     | Deportivo Maipú    |          |          |          |          |          |          |          |          |          |
| Libre: Villa Atuel     |           |                    |          |          |          |          |          |          |          |          |          |

| Fecha 12               | Fecha 12  | Fecha 12               | Fecha 12 | Fecha 12 | Fecha 12 | Fecha 12 | Fecha 12 | Fecha 12 | Fecha 12 | Fecha 12 | Fecha 12 |
| Local                  | Resultado | Visitante              |          |          |          |          |          |          |          |          |          |
| ---------------------- | --------- | ---------------------- | -------- | -------- | -------- | -------- | -------- | -------- | -------- | -------- | -------- |
| Atlético Trinidad      | 0 - 0     | Juventud Alianza       |          |          |          |          |          |          |          |          |          |
| Independiente (LR)     | 0 - 0     | Atlético Policial      |          |          |          |          |          |          |          |          |          |
| Villa Atuel            | 0 - 0     | Gimnasia y Esgrima (M) |          |          |          |          |          |          |          |          |          |
| Libre: Deportivo Maipú |           |                        |          |          |          |          |          |          |          |          |          |

| Fecha 13                      | Fecha 13  | Fecha 13           | Fecha 13 | Fecha 13 | Fecha 13 | Fecha 13 | Fecha 13 | Fecha 13 | Fecha 13 | Fecha 13 | Fecha 13 |
| Local                         | Resultado | Visitante          |          |          |          |          |          |          |          |          |          |
| ----------------------------- | --------- | ------------------ | -------- | -------- | -------- | -------- | -------- | -------- | -------- | -------- | -------- |
| Atlético Policial             | 2 - 0     | Atlético Trinidad  |          |          |          |          |          |          |          |          |          |
| Juventud Alianza              | 2 - 1     | Villa Atuel        |          |          |          |          |          |          |          |          |          |
| Deportivo Maipú               | 4 - 0     | Independiente (LR) |          |          |          |          |          |          |          |          |          |
| Libre: Gimnasia y Esgrima (M) |           |                    |          |          |          |          |          |          |          |          |          |

| Fecha 14                  | Fecha 14  | Fecha 14          | Fecha 14 | Fecha 14 | Fecha 14 | Fecha 14 | Fecha 14 | Fecha 14 | Fecha 14 | Fecha 14 | Fecha 14 |
| Local                     | Resultado | Visitante         |          |          |          |          |          |          |          |          |          |
| ------------------------- | --------- | ----------------- | -------- | -------- | -------- | -------- | -------- | -------- | -------- | -------- | -------- |
| Atlético Trinidad         | 3 - 4     | Deportivo Maipú   |          |          |          |          |          |          |          |          |          |
| Villa Atuel               | 3 - 0     | Atlético Policial |          |          |          |          |          |          |          |          |          |
| Gimnasia y Esgrima (M)    | 1 - 0     | Juventud Alianza  |          |          |          |          |          |          |          |          |          |
| Libre: Independiente (LR) |           |                   |          |          |          |          |          |          |          |          |          |

#### Zona E
| Zona E | Zona E                        | Zona E | Zona E | Zona E | Zona E | Zona E | Zona E | Zona E | Zona E |
| Equipo | Equipo                        | Pts    | PJ     | PG     | PE     | PP     | GF     | GC     | DIF    |
| ------ | ----------------------------- | ------ | ------ | ------ | ------ | ------ | ------ | ------ | ------ |
| 1º     | 9 de Julio (Morteros)         | 23     | 12     | 7      | 2      | 3      | 20     | 8      | 12     |
| 2º     | Patronato                     | 21     | 12     | 6      | 3      | 3      | 16     | 11     | 5      |
| 3º     | Atlético Uruguay              | 19     | 12     | 6      | 1      | 5      | 16     | 17     | -1     |
| 4º     | Sportivo Belgrano             | 17     | 12     | 4      | 5      | 3      | 12     | 10     | 2      |
| 5º     | Libertad (Sunchales)          | 16     | 12     | 4      | 4      | 4      | 14     | 13     | 1      |
| 6º     | Atlético Paraná               | 11     | 12     | 2      | 5      | 5      | 16     | 18     | -2     |
| 7°     | Juventud Unida (Gualeguaychú) | 8      | 12     | 2      | 2      | 8      | 11     | 28     | -17    |

|  | Clasificado a la segunda fase del Torneo Apertura. |

#### Zona F
| Zona F | Zona F                  | Zona F | Zona F | Zona F | Zona F | Zona F | Zona F | Zona F | Zona F |
| Equipo | Equipo                  | Pts    | PJ     | PG     | PE     | PP     | GF     | GC     | DIF    |
| ------ | ----------------------- | ------ | ------ | ------ | ------ | ------ | ------ | ------ | ------ |
| 1º     | Boca Unidos             | 25     | 12     | 7      | 4      | 1      | 28     | 9      | 19     |
| 2º     | Textil Mandiyú          | 24     | 12     | 7      | 3      | 2      | 22     | 11     | 11     |
| 3º     | Crucero del Norte       | 20     | 12     | 6      | 2      | 4      | 17     | 14     | 3      |
| 4º     | Chaco For Ever          | 18     | 12     | 6      | 0      | 6      | 16     | 17     | -1     |
| 5º     | Guaraní Antonio Franco  | 16     | 12     | 4      | 4      | 4      | 13     | 10     | 3      |
| 6º     | Sarmiento (Resistencia) | 16     | 12     | 5      | 1      | 6      | 16     | 18     | -2     |
| 7°     | Sportivo Eldorado       | 0      | 12     | 0      | 0      | 12     | 5      | 38     | -33    |

|  | Clasificado a la segunda fase del Torneo Apertura. |

| Fecha 1                  | Fecha 1   | Fecha 1                | Fecha 1 | Fecha 1 | Fecha 1 | Fecha 1 | Fecha 1 | Fecha 1 | Fecha 1 | Fecha 1 | Fecha 1 |
| Local                    | Resultado | Visitante              |         |         |         |         |         |         |         |         |         |
| ------------------------ | --------- | ---------------------- | ------- | ------- | ------- | ------- | ------- | ------- | ------- | ------- | ------- |
| Sarmiento                | 0 - 2     | Textil Mandiyú         |         |         |         |         |         |         |         |         |         |
| Sportivo Eldorado        | 0 - 2     | Chaco For Ever         |         |         |         |         |         |         |         |         |         |
| Boca Unidos              | 1 - 1     | Guaraní Antonio Franco |         |         |         |         |         |         |         |         |         |
| Libre: Crucero del Norte |           |                        |         |         |         |         |         |         |         |         |         |

| Fecha 2                | Fecha 2   | Fecha 2           | Fecha 2 | Fecha 2 | Fecha 2 | Fecha 2 | Fecha 2 | Fecha 2 | Fecha 2 | Fecha 2 | Fecha 2 |
| Local                  | Resultado | Visitante         |         |         |         |         |         |         |         |         |         |
| ---------------------- | --------- | ----------------- | ------- | ------- | ------- | ------- | ------- | ------- | ------- | ------- | ------- |
| Guaraní Antonio Franco | 3 - 0     | Sportivo Eldorado |         |         |         |         |         |         |         |         |         |
| Chaco For Ever         | 2 - 0     | Sarmiento         |         |         |         |         |         |         |         |         |         |
| Textil Mandiyú         | 1 - 0     | Crucero del Norte |         |         |         |         |         |         |         |         |         |
| Libre: Boca Unidos     |           |                   |         |         |         |         |         |         |         |         |         |

| Fecha 3               | Fecha 3   | Fecha 3                | Fecha 3 | Fecha 3 | Fecha 3 | Fecha 3 | Fecha 3 | Fecha 3 | Fecha 3 | Fecha 3 | Fecha 3 |
| Local                 | Resultado | Visitante              |         |         |         |         |         |         |         |         |         |
| --------------------- | --------- | ---------------------- | ------- | ------- | ------- | ------- | ------- | ------- | ------- | ------- | ------- |
| Crucero del Norte     | 2 - 1     | Chaco For Ever         |         |         |         |         |         |         |         |         |         |
| Sarmiento             | 2 - 0     | Guaraní Antonio Franco |         |         |         |         |         |         |         |         |         |
| Sportivo Eldorado     | 0 - 4     | Boca Unidos            |         |         |         |         |         |         |         |         |         |
| Libre: Textil Mandiyú |           |                        |         |         |         |         |         |         |         |         |         |

| Fecha 4                  | Fecha 4   | Fecha 4           | Fecha 4 | Fecha 4 | Fecha 4 | Fecha 4 | Fecha 4 | Fecha 4 | Fecha 4 | Fecha 4 | Fecha 4 |
| Local                    | Resultado | Visitante         |         |         |         |         |         |         |         |         |         |
| ------------------------ | --------- | ----------------- | ------- | ------- | ------- | ------- | ------- | ------- | ------- | ------- | ------- |
| Boca Unidos              | 3 - 1     | Sarmiento         |         |         |         |         |         |         |         |         |         |
| Guaraní Antonio Franco   | 0 - 0     | Crucero del Norte |         |         |         |         |         |         |         |         |         |
| Chaco For Ever           | 1 - 3     | Textil Mandiyú    |         |         |         |         |         |         |         |         |         |
| Libre: Sportivo Eldorado |           |                   |         |         |         |         |         |         |         |         |         |

| Fecha 5               | Fecha 5   | Fecha 5                | Fecha 5 | Fecha 5 | Fecha 5 | Fecha 5 | Fecha 5 | Fecha 5 | Fecha 5 | Fecha 5 | Fecha 5 |
| Local                 | Resultado | Visitante              |         |         |         |         |         |         |         |         |         |
| --------------------- | --------- | ---------------------- | ------- | ------- | ------- | ------- | ------- | ------- | ------- | ------- | ------- |
| Textil Mandiyú        | 0 - 0     | Guaraní Antonio Franco |         |         |         |         |         |         |         |         |         |
| Crucero del Norte     | 0 - 2     | Boca Unidos            |         |         |         |         |         |         |         |         |         |
| Sarmiento             | 3 - 1     | Sportivo Eldorado      |         |         |         |         |         |         |         |         |         |
| Libre: Chaco For Ever |           |                        |         |         |         |         |         |         |         |         |         |

| Fecha 6                | Fecha 6 | Fecha 6           | Fecha 6 | Fecha 6 | Fecha 6 | Fecha 6 | Fecha 6 | Fecha 6 | Fecha 6 | Fecha 6 | Fecha 6 |
| ---------------------- | ------- | ----------------- | ------- | ------- | ------- | ------- | ------- | ------- | ------- | ------- | ------- |
| Sportivo Eldorado      | 1 - 2   | Crucero del Norte |         |         |         |         |         |         |         |         |         |
| Boca Unidos            | 1 - 1   | Textil Mandiyú    |         |         |         |         |         |         |         |         |         |
| Guaraní Antonio Franco | 1 - 0   | Chaco For Ever    |         |         |         |         |         |         |         |         |         |
| Libre: Sarmiento       |         |                   |         |         |         |         |         |         |         |         |         |

| Fecha 7                       | Fecha 7   | Fecha 7           | Fecha 7 | Fecha 7 | Fecha 7 | Fecha 7 | Fecha 7 | Fecha 7 | Fecha 7 | Fecha 7 | Fecha 7 |
| Local                         | Resultado | Visitante         |         |         |         |         |         |         |         |         |         |
| ----------------------------- | --------- | ----------------- | ------- | ------- | ------- | ------- | ------- | ------- | ------- | ------- | ------- |
| Chaco For Ever                | 0 - 3     | Boca Unidos       |         |         |         |         |         |         |         |         |         |
| Crucero del Norte             | 1 - 1     | Sarmiento         |         |         |         |         |         |         |         |         |         |
| Textil Mandiyú                | 3 - 0     | Sportivo Eldorado |         |         |         |         |         |         |         |         |         |
| Libre: Guaraní Antonio Franco |           |                   |         |         |         |         |         |         |         |         |         |

| Fecha 8                  | Fecha 8   | Fecha 8           | Fecha 8 | Fecha 8 | Fecha 8 | Fecha 8 | Fecha 8 | Fecha 8 | Fecha 8 | Fecha 8 | Fecha 8 |
| Local                    | Resultado | Visitante         |         |         |         |         |         |         |         |         |         |
| ------------------------ | --------- | ----------------- | ------- | ------- | ------- | ------- | ------- | ------- | ------- | ------- | ------- |
| Textil Mandiyú           | 2 - 0     | Sarmiento         |         |         |         |         |         |         |         |         |         |
| Chaco For Ever           | 2 - 0     | Sportivo Eldorado |         |         |         |         |         |         |         |         |         |
| Guaraní Antonio Franco   | 0 - 0     | Boca Unidos       |         |         |         |         |         |         |         |         |         |
| Libre: Crucero del Norte |           |                   |         |         |         |         |         |         |         |         |         |

| Fecha 9            | Fecha 9   | Fecha 9                | Fecha 9 | Fecha 9 | Fecha 9 | Fecha 9 | Fecha 9 | Fecha 9 | Fecha 9 | Fecha 9 | Fecha 9 |
| Local              | Resultado | Visitante              |         |         |         |         |         |         |         |         |         |
| ------------------ | --------- | ---------------------- | ------- | ------- | ------- | ------- | ------- | ------- | ------- | ------- | ------- |
| Sportivo Eldorado  | 1 - 3     | Guaraní Antonio Franco |         |         |         |         |         |         |         |         |         |
| Sarmiento          | 3 - 1     | Chaco For Ever         |         |         |         |         |         |         |         |         |         |
| Crucero del Norte  | 4 - 2     | Textil Mandiyú         |         |         |         |         |         |         |         |         |         |
| Libre: Boca Unidos |           |                        |         |         |         |         |         |         |         |         |         |

| Fecha 10               | Fecha 10  | Fecha 10          | Fecha 10 | Fecha 10 | Fecha 10 | Fecha 10 | Fecha 10 | Fecha 10 | Fecha 10 | Fecha 10 | Fecha 10 |
| Local                  | Resultado | Visitante         |          |          |          |          |          |          |          |          |          |
| ---------------------- | --------- | ----------------- | -------- | -------- | -------- | -------- | -------- | -------- | -------- | -------- | -------- |
| Guaraní Antonio Franco | 2 - 0     | Sarmiento         |          |          |          |          |          |          |          |          |          |
| Chaco For Ever         | 1 - 2     | Crucero del Norte |          |          |          |          |          |          |          |          |          |
| Boca Unidos            | 7 - 0     | Sportivo Eldorado |          |          |          |          |          |          |          |          |          |
| Libre: Textil Mandiyú  |           |                   |          |          |          |          |          |          |          |          |          |

| Fecha 11                 | Fecha 11  | Fecha 11               | Fecha 11 | Fecha 11 | Fecha 11 | Fecha 11 | Fecha 11 | Fecha 11 | Fecha 11 | Fecha 11 | Fecha 11 |
| Local                    | Resultado | Visitante              |          |          |          |          |          |          |          |          |          |
| ------------------------ | --------- | ---------------------- | -------- | -------- | -------- | -------- | -------- | -------- | -------- | -------- | -------- |
| Sarmiento                | 1 - 2     | Boca Unidos            |          |          |          |          |          |          |          |          |          |
| Crucero del Norte        | 2 - 1     | Guaraní Antonio Franco |          |          |          |          |          |          |          |          |          |
| Textil Mandiyú           | 0 - 1     | Chaco For Ever         |          |          |          |          |          |          |          |          |          |
| Libre: Sportivo Eldorado |           |                        |          |          |          |          |          |          |          |          |          |

| Fecha 12               | Fecha 12  | Fecha 12          | Fecha 12 | Fecha 12 | Fecha 12 | Fecha 12 | Fecha 12 | Fecha 12 | Fecha 12 | Fecha 12 | Fecha 12 |
| Local                  | Resultado | Visitante         |          |          |          |          |          |          |          |          |          |
| ---------------------- | --------- | ----------------- | -------- | -------- | -------- | -------- | -------- | -------- | -------- | -------- | -------- |
| Guaraní Antonio Franco | 1 - 2     | Textil Mandiyú    |          |          |          |          |          |          |          |          |          |
| Boca Unidos            | 1 - 0     | Crucero del Norte |          |          |          |          |          |          |          |          |          |
| Sportivo Eldorado      | 1 - 2     | Sarmiento         |          |          |          |          |          |          |          |          |          |
| Libre: Chaco For Ever  |           |                   |          |          |          |          |          |          |          |          |          |

| Fecha 13          | Fecha 13  | Fecha 13               | Fecha 13 | Fecha 13 | Fecha 13 | Fecha 13 | Fecha 13 | Fecha 13 | Fecha 13 | Fecha 13 | Fecha 13 |
| Local             | Resultado | Visitante              |          |          |          |          |          |          |          |          |          |
| ----------------- | --------- | ---------------------- | -------- | -------- | -------- | -------- | -------- | -------- | -------- | -------- | -------- |
| Crucero del Norte | 3 - 0     | Sportivo Eldorado      |          |          |          |          |          |          |          |          |          |
| Textil Mandiyú    | 2 - 2     | Boca Unidos            |          |          |          |          |          |          |          |          |          |
| Chaco For Ever    | 2 - 1     | Guaraní Antonio Franco |          |          |          |          |          |          |          |          |          |
| Libre: Sarmiento  |           |                        |          |          |          |          |          |          |          |          |          |

| Fecha 14                      | Fecha 14  | Fecha 14          | Fecha 14 | Fecha 14 | Fecha 14 | Fecha 14 | Fecha 14 | Fecha 14 | Fecha 14 | Fecha 14 | Fecha 14 |
| Local                         | Resultado | Visitante         |          |          |          |          |          |          |          |          |          |
| ----------------------------- | --------- | ----------------- | -------- | -------- | -------- | -------- | -------- | -------- | -------- | -------- | -------- |
| Boca Unidos                   | 2 - 3     | Chaco For Ever    |          |          |          |          |          |          |          |          |          |
| Sarmiento                     | 3 - 1     | Crucero del Norte |          |          |          |          |          |          |          |          |          |
| Sportivo Eldorado             | 1 - 4     | Textil Mandiyú    |          |          |          |          |          |          |          |          |          |
| Libre: Guaraní Antonio Franco |           |                   |          |          |          |          |          |          |          |          |          |

| 1. |

#### Zona G
| Zona G | Zona G                            | Zona G | Zona G | Zona G | Zona G | Zona G | Zona G | Zona G | Zona G |
| Equipo | Equipo                            | Pts    | PJ     | PG     | PE     | PP     | GF     | GC     | DIF    |
| ------ | --------------------------------- | ------ | ------ | ------ | ------ | ------ | ------ | ------ | ------ |
| 1º     | Central Norte (Salta)             | 20     | 12     | 5      | 5      | 2      | 15     | 7      | 8      |
| 2º     | Gimnasia y Tiro                   | 18     | 12     | 4      | 6      | 2      | 19     | 15     | 4      |
| 3º     | Atlético Ledesma                  | 17     | 12     | 3      | 8      | 1      | 12     | 9      | 3      |
| 4º     | Central Córdoba (Sgo. del Estero) | 16     | 12     | 4      | 4      | 4      | 11     | 12     | -1     |
| 5º     | Concepción FC                     | 14     | 12     | 4      | 2      | 6      | 11     | 17     | -6     |
| 6º     | Mitre (Santiago del Estero)       | 13     | 12     | 3      | 4      | 5      | 15     | 19     | -4     |
| 7°     | Altos Hornos Zapla                | 11     | 12     | 2      | 5      | 5      | 11     | 15     | -4     |

|  | Clasificado a la segunda fase del Torneo Apertura. |

### Segunda fase
Los ganadores clasificaron directamente a la «Ronda final Apertura/Clausura».
| Local - Vuelta        | Global        | Local - Ida                  | Ida   | Vuelta |
| --------------------- | ------------- | ---------------------------- | ----- | ------ |
| Real Arroyo Seco      | 3 - 2         | Crucero del Norte            | 2 - 1 | 1 - 1  |
| Deportivo Madryn      | 3 - 2         | Grupo Universitario          | 1 - 2 | 2 - 0  |
| Rivadavia (Lincoln)   | 3 - 4         | Alianza (Cultral Có)         | 2 - 2 | 1 - 2  |
| Deportivo Maipú       | 1 - 0         | Gimnasia y Tiro              | 0 - 0 | 1 - 0  |
| Central Norte (Salta) | 1 - 2         | Villa Atuel                  | 0 - 1 | 1 - 1  |
| 9 de Julio (Morteros) | 4 - 6         | Alumni (Villa María)         | 1 - 4 | 3 - 2  |
| Boca Unidos           | (3) 2 - 2 (4) | Atlético Uruguay             | 0 - 1 | 2 - 1  |
| El Linqueño           | 1 - 2         | Gimnasia y Esgrima (Mendoza) | 0 - 2 | 1 - 0  |
| Textil Mandiyú        | (3) 1 - 1 (4) | Patronato                    | 0 - 1 | 1 - 0  |

### Goleadores
| Pos. | Jugador              | Jugador       | Goles | Equipo            |
| ---- | -------------------- | ------------- | ----- | ----------------- |
| 1°   | Bandera de Argentina | Orlando Porra | 7     | Independiente (N) |

## Torneo Clausura

### Primera fase

#### Zona A
| Zona A | Zona A                  | Zona A | Zona A | Zona A | Zona A | Zona A | Zona A | Zona A | Zona A |
| Equipo | Equipo                  | Pts    | PJ     | PG     | PE     | PP     | GF     | GC     | DIF    |
| ------ | ----------------------- | ------ | ------ | ------ | ------ | ------ | ------ | ------ | ------ |
| 1º     | Independiente (Neuquén) | 29     | 12     | 9      | 2      | 1      | 21     | 11     | 10     |
| 2º     | Deportivo Roca          | 21     | 12     | 6      | 3      | 3      | 13     | 8      | 5      |
| 3º     | Alianza (Cutral Có)     | 20     | 12     | 6      | 2      | 4      | 17     | 14     | 3      |
| 4º     | Deportivo Madryn        | 19     | 12     | 5      | 4      | 3      | 14     | 15     | -1     |
| 5º     | Cruz del Sur            | 17     | 12     | 5      | 2      | 5      | 14     | 12     | 2      |
| 6º     | Centenario              | 13     | 12     | 4      | 1      | 7      | 8      | 15     | -7     |
| 7°     | Bancruz                 | 0      | 12     | 0      | 0      | 12     | 0      | 12     | -12    |

|  | Clasificado a la segunda fase del Torneo Clausura. |

#### Zona B
| Zona B | Zona B                       | Zona B | Zona B | Zona B | Zona B | Zona B | Zona B | Zona B | Zona B |
| Equipo | Equipo                       | Pts    | PJ     | PG     | PE     | PP     | GF     | GC     | DIF    |
| ------ | ---------------------------- | ------ | ------ | ------ | ------ | ------ | ------ | ------ | ------ |
| 1º     | Rivadavia (Lincoln)          | 25     | 12     | 8      | 1      | 3      | 14     | 8      | 4      |
| 2º     | Ramón Santamarina            | 18     | 12     | 6      | 0      | 6      | 15     | 14     | 1      |
| 3º     | Rosario Puerto Belgrano      | 18     | 12     | 5      | 3      | 4      | 13     | 12     | 1      |
| 4º     | El Linqueño                  | 16     | 12     | 5      | 1      | 6      | 16     | 13     | 3      |
| 5º     | Grupo Universitario (Tandil) | 16     | 12     | 5      | 1      | 6      | 15     | 17     | 2      |
| 6º     | Alvarado                     | 14     | 12     | 3      | 5      | 4      | 13     | 16     | -3     |
| 7°     | Sporting                     | 12     | 12     | 3      | 3      | 6      | 8      | 14     | -4     |

|  | Clasificado a la segunda fase del Torneo Clausura. |

#### Zona C
| Zona C | Zona C                          | Zona C | Zona C | Zona C | Zona C | Zona C | Zona C | Zona C | Zona C |
| Equipo | Equipo                          | Pts    | PJ     | PG     | PE     | PP     | GF     | GC     | DIF    |
| ------ | ------------------------------- | ------ | ------ | ------ | ------ | ------ | ------ | ------ | ------ |
| 1º     | Alumni (Villa María)            | 20     | 10     | 6      | 2      | 2      | 18     | 12     | 20     |
| 2º     | La Emilia                       | 17     | 10     | 4      | 5      | 1      | 14     | 9      | 5      |
| 3º     | Estudiantes (Río Cuarto)        | 15     | 10     | 4      | 3      | 3      | 14     | 8      | 6      |
| 4º     | Sportivo Las Parejas            | 15     | 10     | 4      | 3      | 3      | 21     | 16     | 5      |
| 5º     | Real Arroyo Seco                | 10     | 10     | 3      | 1      | 6      | 12     | 18     | -6     |
| 6º     | Sportivo Estudiantes (San Luis) | 4      | 10     | 0      | 4      | 6      | 8      | 24     | -16    |

|  | Clasificado a la segunda fase del Torneo Clausura. |

#### Zona D
| Zona D | Zona D                       | Zona D | Zona D | Zona D | Zona D | Zona D | Zona D | Zona D | Zona D |
| Equipo | Equipo                       | Pts    | PJ     | PG     | PE     | PP     | GF     | GC     | DIF    |
| ------ | ---------------------------- | ------ | ------ | ------ | ------ | ------ | ------ | ------ | ------ |
| 1º     | Gimnasia y Esgrima (Mendoza) | 21     | 12     | 6      | 3      | 3      | 15     | 11     | 4      |
| 2º     | Villa Atuel                  | 16     | 12     | 4      | 4      | 4      | 15     | 12     | 3      |
| 3º     | Deportivo Maipú              | 15     | 12     | 4      | 3      | 5      | 17     | 16     | 1      |
| 4º     | Independiente (La Rioja)     | 15     | 12     | 4      | 3      | 5      | 20     | 21     | -1     |
| 5º     | Atlético Policial            | 15     | 12     | 4      | 3      | 5      | 8      | 18     | -10    |
| 6º     | Atlético Trinidad            | 14     | 12     | 3      | 5      | 4      | 14     | 15     | -1     |
| 7°     | Juventud Alianza             | 11     | 12     | 2      | 5      | 5      | 12     | 12     | 0      |

|  | Clasificado a la segunda fase del Torneo Clausura. |

| Fecha 1                 | Fecha 1   | Fecha 1                | Fecha 1 | Fecha 1 | Fecha 1 | Fecha 1 | Fecha 1 | Fecha 1 | Fecha 1 | Fecha 1 | Fecha 1 |
| Local                   | Resultado | Visitante              |         |         |         |         |         |         |         |         |         |
| ----------------------- | --------- | ---------------------- | ------- | ------- | ------- | ------- | ------- | ------- | ------- | ------- | ------- |
| Independiente (LR)      | 1 - 0     | Atlético Trinidad      |         |         |         |         |         |         |         |         |         |
| Atlético Policial       | 0 - 5     | Gimnasia y Esgrima (M) |         |         |         |         |         |         |         |         |         |
| Deportivo Maipú         | 3 - 2     | Villa Atuel            |         |         |         |         |         |         |         |         |         |
| Libre: Juventud Alianza |           |                        |         |         |         |         |         |         |         |         |         |

| Fecha 2                  | Fecha 2   | Fecha 2            | Fecha 2 | Fecha 2 | Fecha 2 | Fecha 2 | Fecha 2 | Fecha 2 | Fecha 2 | Fecha 2 | Fecha 2 |
| Local                    | Resultado | Visitante          |         |         |         |         |         |         |         |         |         |
| ------------------------ | --------- | ------------------ | ------- | ------- | ------- | ------- | ------- | ------- | ------- | ------- | ------- |
| Gimnasia y Esgrima (M)   | PP - PP   | Deportivo Maipú    |         |         |         |         |         |         |         |         |         |
| Villa Atuel              | 2 - 2     | Independiente (LR) |         |         |         |         |         |         |         |         |         |
| Juventud Alianza         | 0 - 1     | Atlético Policial  |         |         |         |         |         |         |         |         |         |
| Libre: Atlético Trinidad |           |                    |         |         |         |         |         |         |         |         |         |

| Fecha 3                  | Fecha 3   | Fecha 3                | Fecha 3 | Fecha 3 | Fecha 3 | Fecha 3 | Fecha 3 | Fecha 3 | Fecha 3 | Fecha 3 | Fecha 3 |
| Local                    | Resultado | Visitante              |         |         |         |         |         |         |         |         |         |
| ------------------------ | --------- | ---------------------- | ------- | ------- | ------- | ------- | ------- | ------- | ------- | ------- | ------- |
| Atlético Trinidad        | 1 - 0     | Villa Atuel            |         |         |         |         |         |         |         |         |         |
| Deportivo Maipú          | 1 - 1     | Juventud Alianza       |         |         |         |         |         |         |         |         |         |
| Independiente (LR)       | 0 - 1     | Gimnasia y Esgrima (M) |         |         |         |         |         |         |         |         |         |
| Libre: Atlético Policial |           |                        |         |         |         |         |         |         |         |         |         |

| Fecha 4                | Fecha 4   | Fecha 4            | Fecha 4 | Fecha 4 | Fecha 4 | Fecha 4 | Fecha 4 | Fecha 4 | Fecha 4 | Fecha 4 | Fecha 4 |
| Local                  | Resultado | Visitante          |         |         |         |         |         |         |         |         |         |
| ---------------------- | --------- | ------------------ | ------- | ------- | ------- | ------- | ------- | ------- | ------- | ------- | ------- |
| Gimnasia y Esgrima (M) | 2 - 2     | Atlético Trinidad  |         |         |         |         |         |         |         |         |         |
| Juventud Alianza       | 4 - 2     | Independiente (LR) |         |         |         |         |         |         |         |         |         |
| Atlético Policial      | 2 - 1     | Deportivo Maipú    |         |         |         |         |         |         |         |         |         |
| Libre: Villa Atuel     |           |                    |         |         |         |         |         |         |         |         |         |

| Fecha 5                | Fecha 5   | Fecha 5                | Fecha 5 | Fecha 5 | Fecha 5 | Fecha 5 | Fecha 5 | Fecha 5 | Fecha 5 | Fecha 5 | Fecha 5 |
| Local                  | Resultado | Visitante              |         |         |         |         |         |         |         |         |         |
| ---------------------- | --------- | ---------------------- | ------- | ------- | ------- | ------- | ------- | ------- | ------- | ------- | ------- |
| Atlético Trinidad      | 0 - 0     | Juventud Alianza       |         |         |         |         |         |         |         |         |         |
| Independiente (LR)     | 3 - 0     | Atlético Policial      |         |         |         |         |         |         |         |         |         |
| Villa Atuel            | 2 - 0     | Gimnasia y Esgrima (M) |         |         |         |         |         |         |         |         |         |
| Libre: Deportivo Maipú |           |                        |         |         |         |         |         |         |         |         |         |

| Fecha 6                       | Fecha 6   | Fecha 6            | Fecha 6 | Fecha 6 | Fecha 6 | Fecha 6 | Fecha 6 | Fecha 6 | Fecha 6 | Fecha 6 | Fecha 6 |
| Local                         | Resultado | Visitante          |         |         |         |         |         |         |         |         |         |
| ----------------------------- | --------- | ------------------ | ------- | ------- | ------- | ------- | ------- | ------- | ------- | ------- | ------- |
| Juventud Alianza              | 2 - 2     | Villa Atuel        |         |         |         |         |         |         |         |         |         |
| Atlético Policial             | 1 - 0     | Atlético Trinidad  |         |         |         |         |         |         |         |         |         |
| Deportivo Maipú               | 3 - 1     | Independiente (LR) |         |         |         |         |         |         |         |         |         |
| Libre: Gimnasia y Esgrima (M) |           |                    |         |         |         |         |         |         |         |         |         |

| Fecha 7                   | Fecha 7   | Fecha 7           | Fecha 7 | Fecha 7 | Fecha 7 | Fecha 7 | Fecha 7 | Fecha 7 | Fecha 7 | Fecha 7 | Fecha 7 |
| Local                     | Resultado | Visitante         |         |         |         |         |         |         |         |         |         |
| ------------------------- | --------- | ----------------- | ------- | ------- | ------- | ------- | ------- | ------- | ------- | ------- | ------- |
| Atlético Trinidad         | 2 - 0     | Deportivo Maipú   |         |         |         |         |         |         |         |         |         |
| Gimnasia y Esgrima (M)    | 1 - 0     | Juventud Alianza  |         |         |         |         |         |         |         |         |         |
| Villa Atuel               | 3 - 0     | Atlético Policial |         |         |         |         |         |         |         |         |         |
| Libre: Independiente (LR) |           |                   |         |         |         |         |         |         |         |         |         |

| Fecha 8                 | Fecha 8   | Fecha 8            | Fecha 8 | Fecha 8 | Fecha 8 | Fecha 8 | Fecha 8 | Fecha 8 | Fecha 8 | Fecha 8 | Fecha 8 |
| Local                   | Resultado | Visitante          |         |         |         |         |         |         |         |         |         |
| ----------------------- | --------- | ------------------ | ------- | ------- | ------- | ------- | ------- | ------- | ------- | ------- | ------- |
| Atlético Trinidad       | 3 - 2     | Independiente (LR) |         |         |         |         |         |         |         |         |         |
| Villa Atuel             | 0 - 0     | Deportivo Maipú    |         |         |         |         |         |         |         |         |         |
| Gimnasia y Esgrima (M)  | 1 - 0     | Atlético Policial  |         |         |         |         |         |         |         |         |         |
| Libre: Juventud Alianza |           |                    |         |         |         |         |         |         |         |         |         |

| Fecha 9                  | Fecha 9   | Fecha 9                | Fecha 9 | Fecha 9 | Fecha 9 | Fecha 9 | Fecha 9 | Fecha 9 | Fecha 9 | Fecha 9 | Fecha 9 |
| Local                    | Resultado | Visitante              |         |         |         |         |         |         |         |         |         |
| ------------------------ | --------- | ---------------------- | ------- | ------- | ------- | ------- | ------- | ------- | ------- | ------- | ------- |
| Deportivo Maipú          | 0 - 1     | Gimnasia y Esgrima (M) |         |         |         |         |         |         |         |         |         |
| Independiente (LR)       | 1 - 0     | Villa Atuel            |         |         |         |         |         |         |         |         |         |
| Atlético Policial        | 0 - 0     | Juventud Alianza       |         |         |         |         |         |         |         |         |         |
| Libre: Atlético Trinidad |           |                        |         |         |         |         |         |         |         |         |         |

| Fecha 10                 | Fecha 10  | Fecha 10         | Fecha 10 | Fecha 10 | Fecha 10 | Fecha 10 | Fecha 10 | Fecha 10 | Fecha 10 | Fecha 10 | Fecha 10 |
| Local                    | Resultado | Visitante        |          |          |          |          |          |          |          |          |          |
| ------------------------ | --------- | ---------------- | -------- | -------- | -------- | -------- | -------- | -------- | -------- | -------- | -------- |
| Juventud Alianza         | PP - PP   | Deportivo Maipú  |          |          |          |          |          |          |          |          |          |
| Independiente (LR)       | 1 - 0     | Villa Atuel      |          |          |          |          |          |          |          |          |          |
| Atlético Policial        | 0 - 0     | Juventud Alianza |          |          |          |          |          |          |          |          |          |
| Libre: Atlético Trinidad |           |                  |          |          |          |          |          |          |          |          |          |

| Fecha 11           | Fecha 11  | Fecha 11               | Fecha 11 | Fecha 11 | Fecha 11 | Fecha 11 | Fecha 11 | Fecha 11 | Fecha 11 | Fecha 11 | Fecha 11 |
| Local              | Resultado | Visitante              |          |          |          |          |          |          |          |          |          |
| ------------------ | --------- | ---------------------- | -------- | -------- | -------- | -------- | -------- | -------- | -------- | -------- | -------- |
| Atlético Trinidad  | 1 - 1     | Gimnasia y Esgrima (M) |          |          |          |          |          |          |          |          |          |
| Independiente (LR) | 3 - 2     | Juventud Alianza       |          |          |          |          |          |          |          |          |          |
| Deportivo Maipú    | 2 - 0     | Atlético Policial      |          |          |          |          |          |          |          |          |          |
| Libre: Villa Atuel |           |                        |          |          |          |          |          |          |          |          |          |

| Fecha 12               | Fecha 12  | Fecha 12           | Fecha 12 | Fecha 12 | Fecha 12 | Fecha 12 | Fecha 12 | Fecha 12 | Fecha 12 | Fecha 12 | Fecha 12 |
| Local                  | Resultado | Visitante          |          |          |          |          |          |          |          |          |          |
| ---------------------- | --------- | ------------------ | -------- | -------- | -------- | -------- | -------- | -------- | -------- | -------- | -------- |
| Juventud Alianza       | 0 - 0     | Atlético Trinidad  |          |          |          |          |          |          |          |          |          |
| Atlético Policial      | 2 - 2     | Independiente (LR) |          |          |          |          |          |          |          |          |          |
| Gimnasia y Esgrima (M) | 1 - 1     | Villa Atuel        |          |          |          |          |          |          |          |          |          |
| Libre: Deportivo Maipú |           |                    |          |          |          |          |          |          |          |          |          |

| Fecha 13                      | Fecha 13  | Fecha 13          | Fecha 13 | Fecha 13 | Fecha 13 | Fecha 13 | Fecha 13 | Fecha 13 | Fecha 13 | Fecha 13 | Fecha 13 |
| Local                         | Resultado | Visitante         |          |          |          |          |          |          |          |          |          |
| ----------------------------- | --------- | ----------------- | -------- | -------- | -------- | -------- | -------- | -------- | -------- | -------- | -------- |
| Atlético Trinidad             | 1 - 1     | Atlético Policial |          |          |          |          |          |          |          |          |          |
| Villa Atuel                   | 1 - 0     | Juventud Alianza  |          |          |          |          |          |          |          |          |          |
| Independiente (LR)            | 2 - 2     | Deportivo Maipú   |          |          |          |          |          |          |          |          |          |
| Libre: Gimnasia y Esgrima (M) |           |                   |          |          |          |          |          |          |          |          |          |

| Fecha 14                  | Fecha 14  | Fecha 14               | Fecha 14 | Fecha 14 | Fecha 14 | Fecha 14 | Fecha 14 | Fecha 14 | Fecha 14 | Fecha 14 | Fecha 14 |
| Local                     | Resultado | Visitante              |          |          |          |          |          |          |          |          |          |
| ------------------------- | --------- | ---------------------- | -------- | -------- | -------- | -------- | -------- | -------- | -------- | -------- | -------- |
| Atlético Policial         | 1 - 0     | Villa Atuel            |          |          |          |          |          |          |          |          |          |
| Deportivo Maipú           | 5 - 3     | Atlético Trinidad      |          |          |          |          |          |          |          |          |          |
| Juventud Alianza          | 3 - 0     | Gimnasia y Esgrima (M) |          |          |          |          |          |          |          |          |          |
| Libre: Independiente (LR) |           |                        |          |          |          |          |          |          |          |          |          |

#### Zona E
| Zona E | Zona E                        | Zona E | Zona E | Zona E | Zona E | Zona E | Zona E | Zona E | Zona E |
| Equipo | Equipo                        | Pts    | PJ     | PG     | PE     | PP     | GF     | GC     | DIF    |
| ------ | ----------------------------- | ------ | ------ | ------ | ------ | ------ | ------ | ------ | ------ |
| 1º     | 9 de Julio (Morteros)         | 19     | 12     | 5      | 4      | 3      | 24     | 12     | 12     |
| 2º     | Sportivo Belgrano             | 19     | 12     | 6      | 1      | 5      | 15     | 18     | -3     |
| 3º     | Libertad (Sunchales)          | 18     | 12     | 4      | 6      | 2      | 17     | 13     | 4      |
| 4º     | Atlético Uruguay              | 18     | 12     | 5      | 3      | 4      | 15     | 15     | 0      |
| 5º     | Patronato                     | 16     | 12     | 3      | 7      | 2      | 15     | 25     | -10    |
| 6º     | Atlético Paraná               | 11     | 12     | 2      | 5      | 5      | 12     | 18     | -6     |
| 7°     | Juventud Unida (Gualeguaychú) | 10     | 12     | 2      | 4      | 6      | 15     | 25     | -10    |

|  | Clasificado a la segunda fase del Torneo Clausura. |

#### Zona F
| Zona F | Zona F                  | Zona F | Zona F | Zona F | Zona F | Zona F | Zona F | Zona F | Zona F |
| Equipo | Equipo                  | Pts    | PJ     | PG     | PE     | PP     | GF     | GC     | DIF    |
| ------ | ----------------------- | ------ | ------ | ------ | ------ | ------ | ------ | ------ | ------ |
| 1º     | Guaraní Antonio Franco  | 24     | 12     | 7      | 3      | 2      | 20     | 11     | 9      |
| 2º     | Boca Unidos             | 23     | 12     | 7      | 2      | 3      | 19     | 12     | 7      |
| 3º     | Chaco For Ever          | 21     | 12     | 6      | 3      | 3      | 12     | 9      | 3      |
| 4º     | Crucero del Norte       | 20     | 12     | 6      | 2      | 4      | 15     | 17     | -2     |
| 5º     | Textil Mandiyú          | 19     | 12     | 5      | 4      | 3      | 15     | 12     | 3      |
| 6º     | Sarmiento (Resistencia) | 11     | 12     | 3      | 2      | 7      | 12     | 20     | -8     |
| 7°     | Sportivo Eldorado       | 0      | 12     | 0      | 0      | 12     | 0      | 12     | -12    |

|  | Clasificado a la segunda fase del Torneo Clausura. |

| Fecha 1                  | Fecha 1   | Fecha 1           | Fecha 1 | Fecha 1 | Fecha 1 | Fecha 1 | Fecha 1 | Fecha 1 | Fecha 1 | Fecha 1 | Fecha 1 |
| Local                    | Resultado | Visitante         |         |         |         |         |         |         |         |         |         |
| ------------------------ | --------- | ----------------- | ------- | ------- | ------- | ------- | ------- | ------- | ------- | ------- | ------- |
| Textil Mandiyú           | 2 - 1     | Sarmiento         |         |         |         |         |         |         |         |         |         |
| Guaraní Antonio Franco   | 3 - 0     | Boca Unidos       |         |         |         |         |         |         |         |         |         |
| Chaco For Ever           | 1 - 0     | Sportivo Eldorado |         |         |         |         |         |         |         |         |         |
| Libre: Crucero del Norte |           |                   |         |         |         |         |         |         |         |         |         |

| Fecha 2            | Fecha 2   | Fecha 2                | Fecha 2 | Fecha 2 | Fecha 2 | Fecha 2 | Fecha 2 | Fecha 2 | Fecha 2 | Fecha 2 | Fecha 2 |
| Local              | Resultado | Visitante              |         |         |         |         |         |         |         |         |         |
| ------------------ | --------- | ---------------------- | ------- | ------- | ------- | ------- | ------- | ------- | ------- | ------- | ------- |
| Crucero del Norte  | 1 - 1     | Textil Mandiyú         |         |         |         |         |         |         |         |         |         |
| Sarmiento          | 0 - 0     | Chaco For Ever         |         |         |         |         |         |         |         |         |         |
| Sportivo Eldorado  | 0 - 1     | Guaraní Antonio Franco |         |         |         |         |         |         |         |         |         |
| Libre: Boca Unidos |           |                        |         |         |         |         |         |         |         |         |         |

| Fecha 3                | Fecha 3   | Fecha 3           | Fecha 3 | Fecha 3 | Fecha 3 | Fecha 3 | Fecha 3 | Fecha 3 | Fecha 3 | Fecha 3 | Fecha 3 |
| Local                  | Resultado | Visitante         |         |         |         |         |         |         |         |         |         |
| ---------------------- | --------- | ----------------- | ------- | ------- | ------- | ------- | ------- | ------- | ------- | ------- | ------- |
| Chaco For Ever         | 3 - 0     | Crucero del Norte |         |         |         |         |         |         |         |         |         |
| Guaraní Antonio Franco | 3 - 1     | Sarmiento         |         |         |         |         |         |         |         |         |         |
| Boca Unidos            | 1 - 0     | Sportivo Eldorado |         |         |         |         |         |         |         |         |         |
| Libre: Textil Mandiyú  |           |                   |         |         |         |         |         |         |         |         |         |

| Fecha 4                  | Fecha 4   | Fecha 4                | Fecha 4 | Fecha 4 | Fecha 4 | Fecha 4 | Fecha 4 | Fecha 4 | Fecha 4 | Fecha 4 | Fecha 4 |
| Local                    | Resultado | Visitante              |         |         |         |         |         |         |         |         |         |
| ------------------------ | --------- | ---------------------- | ------- | ------- | ------- | ------- | ------- | ------- | ------- | ------- | ------- |
| Crucero del Norte        | 0 - 1     | Guaraní Antonio Franco |         |         |         |         |         |         |         |         |         |
| Sarmiento                | 1 - 3     | Boca Unidos            |         |         |         |         |         |         |         |         |         |
| Textil Mandiyú           | 3 - 1     | Chaco For Ever         |         |         |         |         |         |         |         |         |         |
| Libre: Sportivo Eldorado |           |                        |         |         |         |         |         |         |         |         |         |

| Fecha 5                | Fecha 5   | Fecha 5           | Fecha 5 | Fecha 5 | Fecha 5 | Fecha 5 | Fecha 5 | Fecha 5 | Fecha 5 | Fecha 5 | Fecha 5 |
| Local                  | Resultado | Visitante         |         |         |         |         |         |         |         |         |         |
| ---------------------- | --------- | ----------------- | ------- | ------- | ------- | ------- | ------- | ------- | ------- | ------- | ------- |
| Guaraní Antonio Franco | 2 - 0     | Textil Mandiyú    |         |         |         |         |         |         |         |         |         |
| Boca Unidos            | 5 - 1     | Crucero del Norte |         |         |         |         |         |         |         |         |         |
| Sportivo Eldorado      | 0 - 1     | Sarmiento         |         |         |         |         |         |         |         |         |         |
| Libre: Chaco For Ever  |           |                   |         |         |         |         |         |         |         |         |         |

| Fecha 6           | Fecha 6   | Fecha 6                | Fecha 6 | Fecha 6 | Fecha 6 | Fecha 6 | Fecha 6 | Fecha 6 | Fecha 6 | Fecha 6 | Fecha 6 |
| Local             | Resultado | Visitante              |         |         |         |         |         |         |         |         |         |
| ----------------- | --------- | ---------------------- | ------- | ------- | ------- | ------- | ------- | ------- | ------- | ------- | ------- |
| Textil Mandiyú    | 3 - 0     | Boca Unidos            |         |         |         |         |         |         |         |         |         |
| Chaco For Ever    | 1 - 1     | Guaraní Antonio Franco |         |         |         |         |         |         |         |         |         |
| Crucero del Norte | 1 - 0     | Sportivo Eldorado      |         |         |         |         |         |         |         |         |         |
| Libre: Sarmiento  |           |                        |         |         |         |         |         |         |         |         |         |

| Fecha 7                       | Fecha 7   | Fecha 7           | Fecha 7 | Fecha 7 | Fecha 7 | Fecha 7 | Fecha 7 | Fecha 7 | Fecha 7 | Fecha 7 | Fecha 7 |
| Local                         | Resultado | Visitante         |         |         |         |         |         |         |         |         |         |
| ----------------------------- | --------- | ----------------- | ------- | ------- | ------- | ------- | ------- | ------- | ------- | ------- | ------- |
| Boca Unidos                   | 2 - 0     | Chaco For Ever    |         |         |         |         |         |         |         |         |         |
| Sarmiento                     | 4 - 3     | Crucero del Norte |         |         |         |         |         |         |         |         |         |
| Sportivo Eldorado             | 0 - 1     | Textil Mandiyú    |         |         |         |         |         |         |         |         |         |
| Libre: Guaraní Antonio Franco |           |                   |         |         |         |         |         |         |         |         |         |

| Fecha 8                  | Fecha 8   | Fecha 8                | Fecha 8 | Fecha 8 | Fecha 8 | Fecha 8 | Fecha 8 | Fecha 8 | Fecha 8 | Fecha 8 | Fecha 8 |
| Local                    | Resultado | Visitante              |         |         |         |         |         |         |         |         |         |
| ------------------------ | --------- | ---------------------- | ------- | ------- | ------- | ------- | ------- | ------- | ------- | ------- | ------- |
| Sarmiento                | 1 - 1     | Textil Mandiyú         |         |         |         |         |         |         |         |         |         |
| Boca Unidos              | 2 - 2     | Guaraní Antonio Franco |         |         |         |         |         |         |         |         |         |
| Sportivo Eldorado        | 0 - 1     | Chaco For Ever         |         |         |         |         |         |         |         |         |         |
| Libre: Crucero del Norte |           |                        |         |         |         |         |         |         |         |         |         |

| Fecha 9                | Fecha 9   | Fecha 9           | Fecha 9 | Fecha 9 | Fecha 9 | Fecha 9 | Fecha 9 | Fecha 9 | Fecha 9 | Fecha 9 | Fecha 9 |
| Local                  | Resultado | Visitante         |         |         |         |         |         |         |         |         |         |
| ---------------------- | --------- | ----------------- | ------- | ------- | ------- | ------- | ------- | ------- | ------- | ------- | ------- |
| Chaco For Ever         | 1 - 0     | Sarmiento         |         |         |         |         |         |         |         |         |         |
| Textil Mandiyú         | 0 - 2     | Crucero del Norte |         |         |         |         |         |         |         |         |         |
| Guaraní Antonio Franco | 1 - 0     | Sportivo Eldorado |         |         |         |         |         |         |         |         |         |
| Libre: Boca Unidos     |           |                   |         |         |         |         |         |         |         |         |         |

| Fecha 10              | Fecha 10  | Fecha 10               | Fecha 10 | Fecha 10 | Fecha 10 | Fecha 10 | Fecha 10 | Fecha 10 | Fecha 10 | Fecha 10 | Fecha 10 |
| Local                 | Resultado | Visitante              |          |          |          |          |          |          |          |          |          |
| --------------------- | --------- | ---------------------- | -------- | -------- | -------- | -------- | -------- | -------- | -------- | -------- | -------- |
| Crucero del Norte     | 1 - 0     | Chaco For Ever         |          |          |          |          |          |          |          |          |          |
| Sarmiento             | 0 - 1     | Guaraní Antonio Franco |          |          |          |          |          |          |          |          |          |
| Sportivo Eldorado     | 0 - 1     | Boca Unidos            |          |          |          |          |          |          |          |          |          |
| Libre: Textil Mandiyú |           |                        |          |          |          |          |          |          |          |          |          |

| Fecha 11                 | Fecha 11  | Fecha 11          | Fecha 11 | Fecha 11 | Fecha 11 | Fecha 11 | Fecha 11 | Fecha 11 | Fecha 11 | Fecha 11 | Fecha 11 |
| Local                    | Resultado | Visitante         |          |          |          |          |          |          |          |          |          |
| ------------------------ | --------- | ----------------- | -------- | -------- | -------- | -------- | -------- | -------- | -------- | -------- | -------- |
| Boca Unidos              | 3 - 0     | Sarmiento         |          |          |          |          |          |          |          |          |          |
| Guaraní Antonio Franco   | 1 - 2     | Crucero del Norte |          |          |          |          |          |          |          |          |          |
| Chaco For Ever           | 0 - 0     | Textil Mandiyú    |          |          |          |          |          |          |          |          |          |
| Libre: Sportivo Eldorado |           |                   |          |          |          |          |          |          |          |          |          |

| Fecha 12              | Fecha 12  | Fecha 12               | Fecha 12 | Fecha 12 | Fecha 12 | Fecha 12 | Fecha 12 | Fecha 12 | Fecha 12 | Fecha 12 | Fecha 12 |
| Local                 | Resultado | Visitante              |          |          |          |          |          |          |          |          |          |
| --------------------- | --------- | ---------------------- | -------- | -------- | -------- | -------- | -------- | -------- | -------- | -------- | -------- |
| Textil Mandiyú        | 2 - 2     | Guaraní Antonio Franco |          |          |          |          |          |          |          |          |          |
| Crucero del Norte     | 0 - 0     | Boca Unidos            |          |          |          |          |          |          |          |          |          |
| Sarmiento             | 1 - 0     | Sportivo Eldorado      |          |          |          |          |          |          |          |          |          |
| Libre: Chaco For Ever |           |                        |          |          |          |          |          |          |          |          |          |

| Fecha 13               | Fecha 13  | Fecha 13          | Fecha 13 | Fecha 13 | Fecha 13 | Fecha 13 | Fecha 13 | Fecha 13 | Fecha 13 | Fecha 13 | Fecha 13 |
| Local                  | Resultado | Visitante         |          |          |          |          |          |          |          |          |          |
| ---------------------- | --------- | ----------------- | -------- | -------- | -------- | -------- | -------- | -------- | -------- | -------- | -------- |
| Boca Unidos            | 2 - 1     | Textil Mandiyú    |          |          |          |          |          |          |          |          |          |
| Guaraní Antonio Franco | 2 - 3     | Chaco For Ever    |          |          |          |          |          |          |          |          |          |
| Sportivo Eldorado      | 0 - 1     | Crucero del Norte |          |          |          |          |          |          |          |          |          |
| Libre: Sarmiento       |           |                   |          |          |          |          |          |          |          |          |          |

| Fecha 14                      | Fecha 14  | Fecha 14          | Fecha 14 | Fecha 14 | Fecha 14 | Fecha 14 | Fecha 14 | Fecha 14 | Fecha 14 | Fecha 14 | Fecha 14 |
| Local                         | Resultado | Visitante         |          |          |          |          |          |          |          |          |          |
| ----------------------------- | --------- | ----------------- | -------- | -------- | -------- | -------- | -------- | -------- | -------- | -------- | -------- |
| Crucero del Norte             | 3 - 2     | Sarmiento         |          |          |          |          |          |          |          |          |          |
| Chaco For Ever                | 1 - 0     | Boca Unidos       |          |          |          |          |          |          |          |          |          |
| Textil Mandiyú                | 1 - 0     | Sportivo Eldorado |          |          |          |          |          |          |          |          |          |
| Libre: Guaraní Antonio Franco |           |                   |          |          |          |          |          |          |          |          |          |

| 1. |

#### Zona G
| Zona G | Zona G                            | Zona G | Zona G | Zona G | Zona G | Zona G | Zona G | Zona G | Zona G |
| Equipo | Equipo                            | Pts    | PJ     | PG     | PE     | PP     | GF     | GC     | DIF    |
| ------ | --------------------------------- | ------ | ------ | ------ | ------ | ------ | ------ | ------ | ------ |
| 1º     | Central Norte (Salta)             | 24     | 12     | 7      | 3      | 2      | 20     | 13     | 7      |
| 2º     | Concepción FC                     | 20     | 12     | 6      | 2      | 4      | 17     | 13     | 4      |
| 3º     | Gimnasia y Tiro                   | 20     | 12     | 6      | 2      | 4      | 17     | 14     | 3      |
| 4º     | Central Córdoba (Sgo. del Estero) | 17     | 12     | 5      | 2      | 5      | 18     | 18     | 0      |
| 5º     | Atlético Ledesma                  | 16     | 12     | 5      | 1      | 6      | 16     | 17     | -1     |
| 6º     | Mitre (Santiago del Estero)       | 15     | 12     | 5      | 0      | 7      | 15     | 19     | -4     |
| 7°     | Altos Hornos Zapla                | 9      | 12     | 3      | 0      | 9      | 9      | 18     | -9     |

|  | Clasificado a la segunda fase del Torneo Clausura. |

### Segunda fase
Los ganadores clasificaron directamente a la «Ronda final Apertura/Clausura».
| Local - Vuelta                | Global        | Local - Ida          | Ida   | Vuelta |
| ----------------------------- | ------------- | -------------------- | ----- | ------ |
| Independiente (Neuquén)       | 1 - 4         | Ramón Santamarina    | 0 - 4 | 1 - 0  |
| Rivadavia (Lincoln)           | 2 - 1         | Alianza (Cultral Có) | 0 - 1 | 2 - 0  |
| Gimnasia y Esgrima (Mendoza)1 | 2 - 1         | Gimnasia y Tiro      | 1 - 1 | 1 - 0  |
| Central Norte (Salta)         | 3 - 1         | Villa Atuel          | 0 - 0 | 3 - 1  |
| Alumni (Villa María)          | 2 - 3         | Chaco For Ever       | 0 - 1 | 2 - 2  |
| 9 de Julio (Morteros)         | (2) 1 - 1 (4) | La Emilia            | 1 - 1 | 0 - 0  |
| Guaraní Antonio Franco        | 0 - 3         | Libertad (Sunchales) | 0 - 2 | 0 - 1  |
| Deportivo Roca                | 0 - 3         | Sportivo Belgrano    | 0 - 3 | 0 - 0  |
| Boca Unidos                   | (9) 2 - 2 (8) | Concepción FC        | 1 - 2 | 1 - 0  |

1: Clasificado a la Segunda fase (Semifinales) de la Ronda final Apertura/Clausura, por haber ganado en las segundas fases tanto del Apertura como del Clausura.

## Descenso

### Tabla acumulada Apertura/Clausura

#### Zona A
| Zona A | Zona A                  | Zona A | Zona A | Zona A | Zona A | Zona A | Zona A | Zona A | Zona A |
| Equipo | Equipo                  | Pts    | PJ     | PG     | PE     | PP     | GF     | GC     | DIF    |
| ------ | ----------------------- | ------ | ------ | ------ | ------ | ------ | ------ | ------ | ------ |
| 1º     | Independiente (Neuquén) | 40     | 24     | 11     | 7      | 6      | 32     | 28     | 4      |
| 2º     | Deportivo Madryn        | 39     | 24     | 11     | 6      | 7      | 32     | 32     | 0      |
| 3º     | Alianza (Cutral Có)     | 38     | 24     | 10     | 8      | 6      | 32     | 24     | 8      |
| 4º     | Deportivo Roca          | 36     | 24     | 9      | 9      | 6      | 26     | 21     | 5      |
| 5º     | Cruz del Sur            | 33     | 24     | 9      | 6      | 9      | 33     | 28     | 5      |
| 6º     | Centenario              | 29     | 24     | 8      | 5      | 11     | 23     | 30     | -7     |
| 7°     | Bancruz                 | 11     | 24     | 2      | 5      | 17     | 10     | 27     | -17    |

|  | Jugó una reválida por no descender directamente. |
|  | Descendió al Torneo del Interior.                |

#### Zona B
| Zona B | Zona B                       | Zona B | Zona B | Zona B | Zona B | Zona B | Zona B | Zona B | Zona B |
| Equipo | Equipo                       | Pts    | PJ     | PG     | PE     | PP     | GF     | GC     | DIF    |
| ------ | ---------------------------- | ------ | ------ | ------ | ------ | ------ | ------ | ------ | ------ |
| 1º     | Rivadavia (Lincoln)          | 47     | 24     | 14     | 5      | 5      | 29     | 16     | 13     |
| 2º     | El Linqueño                  | 35     | 24     | 10     | 5      | 9      | 35     | 29     | 6      |
| 3º     | Ramón Santamarina            | 34     | 24     | 10     | 4      | 10     | 32     | 28     | 4      |
| 4º     | Grupo Universitario (Tandil) | 34     | 24     | 10     | 4      | 10     | 30     | 32     | -2     |
| 5º     | Alvarado                     | 31     | 24     | 7      | 10     | 7      | 32     | 32     | 0      |
| 6º     | Rosario Puerto Belgrano      | 27     | 24     | 8      | 3      | 13     | 22     | 34     | -12    |
| 7°     | Sporting                     | 26     | 24     | 7      | 5      | 12     | 23     | 32     | -9     |

|  | Jugó una reválida por no descender directamente. |
|  | Descendió al Torneo del Interior.                |

#### Zona C
| Zona C | Zona C                          | Zona C | Zona C | Zona C | Zona C | Zona C | Zona C | Zona C | Zona C |
| Equipo | Equipo                          | Pts    | PJ     | PG     | PE     | PP     | GF     | GC     | DIF    |
| ------ | ------------------------------- | ------ | ------ | ------ | ------ | ------ | ------ | ------ | ------ |
| 1º     | Alumni (Villa María)            | 37     | 20     | 10     | 7      | 3      | 28     | 17     | 11     |
| 2º     | Sportivo Las Parejas            | 30     | 20     | 8      | 6      | 6      | 35     | 25     | 10     |
| 3º     | Real Arroyo Seco                | 29     | 20     | 8      | 5      | 7      | 23     | 23     | 0      |
| 4º     | La Emilia                       | 27     | 20     | 6      | 9      | 5      | 23     | 22     | 1      |
| 5º     | Estudiantes (Río Cuarto)        | 26     | 20     | 6      | 8      | 6      | 25     | 22     | 3      |
| 6°     | Sportivo Estudiantes (San Luis) | 10     | 20     | 1      | 7      | 12     | 16     | 41     | -25    |

|  | Descendió al Torneo del Interior. |

#### Zona D
| Zona D | Zona D                       | Zona D | Zona D | Zona D | Zona D | Zona D | Zona D | Zona D | Zona D |
| Equipo | Equipo                       | Pts    | PJ     | PG     | PE     | PP     | GF     | GC     | DIF    |
| ------ | ---------------------------- | ------ | ------ | ------ | ------ | ------ | ------ | ------ | ------ |
| 1º     | Deportivo Maipú              | 43     | 24     | 13     | 4      | 7      | 36     | 23     | 13     |
| 2º     | Gimnasia y Esgrima (Mendoza) | 40     | 24     | 11     | 7      | 6      | 27     | 21     | 6      |
| 3º     | Villa Atuel                  | 33     | 24     | 8      | 9      | 7      | 30     | 24     | 6      |
| 4º     | Atlético Policial            | 32     | 24     | 9      | 5      | 10     | 23     | 32     | -9     |
| 5º     | Independiente (La Rioja)     | 28     | 24     | 7      | 7      | 10     | 31     | 37     | -6     |
| 6º     | Juventud Alianza             | 24     | 24     | 5      | 9      | 10     | 17     | 22     | -5     |
| 7°     | Atlético Trinidad            | 21     | 24     | 4      | 9      | 11     | 21     | 30     | -9     |

|  | Jugó una reválida por no descender directamente. |
|  | Descendió al Torneo del Interior.                |

#### Zona E
| Zona E | Zona E                        | Zona E | Zona E | Zona E | Zona E | Zona E | Zona E | Zona E | Zona E |
| Equipo | Equipo                        | Pts    | PJ     | PG     | PE     | PP     | GF     | GC     | DIF    |
| ------ | ----------------------------- | ------ | ------ | ------ | ------ | ------ | ------ | ------ | ------ |
| 1º     | 9 de Julio (Morteros)         | 42     | 24     | 12     | 6      | 6      | 44     | 20     | 24     |
| 2º     | Patronato                     | 37     | 24     | 9      | 10     | 5      | 31     | 23     | 8      |
| 3º     | Atlético Uruguay              | 37     | 24     | 11     | 4      | 9      | 31     | 32     | -1     |
| 4º     | Sportivo Belgrano             | 36     | 24     | 10     | 6      | 8      | 27     | 28     | -1     |
| 5º     | Libertad (Sunchales)          | 34     | 24     | 8      | 10     | 6      | 31     | 26     | 5      |
| 6º     | Atlético Paraná               | 22     | 24     | 4      | 10     | 10     | 28     | 36     | -5     |
| 7°     | Juventud Unida (Gualeguaychú) | 18     | 24     | 4      | 6      | 14     | 26     | 53     | -27    |

|  | Jugó una reválida por no descender directamente. |
|  | Descendió al Torneo del Interior.                |

#### Zona F
| Zona F | Zona F                  | Zona F | Zona F | Zona F | Zona F | Zona F | Zona F | Zona F | Zona F |
| Equipo | Equipo                  | Pts    | PJ     | PG     | PE     | PP     | GF     | GC     | DIF    |
| ------ | ----------------------- | ------ | ------ | ------ | ------ | ------ | ------ | ------ | ------ |
| 1º     | Boca Unidos             | 48     | 24     | 14     | 6      | 4      | 47     | 21     | 26     |
| 2º     | Textil Mandiyú          | 43     | 24     | 12     | 7      | 5      | 37     | 23     | 14     |
| 3º     | Guaraní Antonio Franco  | 40     | 24     | 11     | 7      | 6      | 33     | 21     | 12     |
| 4º     | Crucero del Norte       | 40     | 24     | 12     | 4      | 8      | 32     | 31     | 1      |
| 5º     | Chaco For Ever          | 39     | 24     | 12     | 3      | 9      | 28     | 26     | 2      |
| 6º     | Sarmiento (Resistencia) | 27     | 24     | 8      | 3      | 13     | 28     | 38     | -10    |
| 7°     | Sportivo Eldorado       | 0      | 24     | 0      | 0      | 24     | 5      | 50     | -45    |

|  | Jugó una reválida por no descender directamente. |
|  | Descendió al Torneo del Interior.                |

#### Zona G
| Zona G | Zona G                            | Zona G | Zona G | Zona G | Zona G | Zona G | Zona G | Zona G | Zona G |
| Equipo | Equipo                            | Pts    | PJ     | PG     | PE     | PP     | GF     | GC     | DIF    |
| ------ | --------------------------------- | ------ | ------ | ------ | ------ | ------ | ------ | ------ | ------ |
| 1º     | Central Norte (Salta)             | 44     | 24     | 12     | 8      | 4      | 35     | 20     | 15     |
| 2º     | Gimnasia y Tiro                   | 38     | 24     | 10     | 8      | 6      | 36     | 29     | 7      |
| 3º     | Concepción FC                     | 34     | 24     | 10     | 4      | 10     | 28     | 30     | -2     |
| 4º     | Atlético Ledesma                  | 33     | 24     | 8      | 9      | 7      | 28     | 26     | 2      |
| 5º     | Central Córdoba (Sgo. del Estero) | 33     | 24     | 9      | 6      | 9      | 29     | 30     | -1     |
| 6º     | Mitre (Santiago del Estero)       | 28     | 24     | 8      | 4      | 12     | 30     | 38     | -8     |
| 7°     | Altos Hornos Zapla                | 20     | 24     | 5      | 5      | 14     | 20     | 33     | -13    |

|  | Jugó una reválida por no descender directamente. |
|  | Descendió al Torneo del Interior.                |

### Reválida
| Rosario Puerto Belgrano | 0 - 0         | Centenario              |  | 30 de abril de 2006 |
| Centenario | (5) 1 - 1 (4) | Rosario Puerto Belgrano |  | 7 de mayo de 2006   |
| Rosario Puerto Belgrano descendió al Torneo del Interior. Centenario jugó una promoción con un equipo del Torneo del Interior. |               |                         |  |                     |

| Juventud Alianza | 2 - 0 | Mitre (SdE)      |  | 30 de abril de 2006 |
| Mitre (SdE) | 1 - 1 | Juventud Alianza |  | 7 de mayo de 2006   |
| Mitre (SdE) descendió al Torneo del Interior. Juventud Alianza jugó una promoción con un equipo del Torneo del Interior. |       |                  |  |                     |

| Atlético Paraná | 1 - 2         | Sarmiento (R)   |  | 30 de abril de 2006 |
| Sarmiento (R) | (4) 0 - 1 (2) | Atlético Paraná |  | 6 de mayo de 2006   |
| Atlético Paraná descendió al Torneo del Interior. Sarmiento (R) jugó una promoción con un equipo del Torneo del Interior.. |               |                 |  |                     |

## Ronda final Apertura/Clausura

### Primera fase
Los clubes ganadores clasificaron a las semifinales (segunda fase).
| Local - Vuelta                            | Global        | Local - Ida          | Ida   | Vuelta |
| ----------------------------------------- | ------------- | -------------------- | ----- | ------ |
| Deportivo Madryn                          | 1 - 4         | Ramón Santamarina    | 0 - 3 | 1 - 1  |
| Rivadavia (Lincoln)                       | 5 - 3         | Alianza (Cultral Có) | 2 - 3 | 3 - 0  |
| Deportivo Maipú                           | 2 - 1         | Sportivo Belgrano    | 1 - 0 | 1 - 1  |
| Central Norte (Salta)                     | 3 - 2         | Villa Atuel          | 1 - 2 | 2 - 0  |
| Real Arroyo Seco                          | (3) 1 - 1 (1) | Chaco For Ever       | 0 - 1 | 1 - 0  |
| Alumni (Villa María)                      | 4 - 1         | La Emilia            | 2 - 1 | 2 - 0  |
| Libertad (Sunchales)                      | 3 - 1         | Atlético Uruguay     | 1 - 1 | 2 - 0  |
| Boca Unidos                               | 0 - 1         | Patronato            | 0 - 1 | 0 - 0  |
| Clasificado: Gimnasia y Esgrima (Mendoza) |               |                      |       |        |

### Segunda fase (Semifinales)
Por el formato de disputa, se incorporaron a esta fase los clubes ganadores del Torneo del Interior 2006 en una especie de articulación entre ambas competiciones. Dichos clubes fueron: Deportivo Coreano, Sol de América y Sportivo 9 de Julio. Los clubes ganadores de esta fase clasificaron a las finales (tercera fase).
| Local - Vuelta               | Global        | Local - Ida           | Ida   | Vuelta |
| ---------------------------- | ------------- | --------------------- | ----- | ------ |
| Ramón Santamarina            | 6 - 3         | Sportivo 9 de Julio   | 5 - 2 | 1 - 1  |
| Patronato                    | (4) 2 - 2 (5) | Rivadavia (Lincoln)   | 2 - 2 | 0 - 0  |
| Gimnasia y Esgrima (Mendoza) | 4 - 1         | Deportivo Coreano     | 2 - 0 | 2 - 1  |
| Deportivo Maipú              | 2 - 3         | Central Norte (Salta) | 1 - 3 | 1 - 0  |
| Libertad (Sunchales)         | (2) 2 - 2 (4) | Real Arroyo Seco      | 0 - 2 | 2 - 0  |
| Alumni (Villa María)         | 4 - 1         | Sol de América        | 1 - 1 | 3 - 0  |

### Tercera fase (Finales)
Los clubes ganadores ascendieron al Torneo Argentino A 2006/07, mientras que los perdedores clasificaron a las promociones por el ascenso.
| Local - Vuelta               | Global        | Local - Ida           | Ida   | Vuelta |
| ---------------------------- | ------------- | --------------------- | ----- | ------ |
| Ramón Santamarina            | 4 - 2         | Rivadavia (Lincoln)   | 1 - 2 | 3 - 0  |
| Gimnasia y Esgrima (Mendoza) | 2 - 1         | Real Arroyo Seco      | 1 - 1 | 1 - 0  |
| Alumni (Villa María)         | (3) 0 - 0 (5) | Central Norte (Salta) | 0 - 0 | 0 - 0  |

## Promociones

### Torneo Argentino B – Torneo Argentino A
| Rivadavia (L)                                                      | 1 - 0 | Racing (O)    | El Coliseo              | 18 de junio de 2006 |
| Racing (O)                                                         | 1 - 1 | Rivadavia (L) | José Buglione Martinese | 25 de junio de 2006 |
| Rivadavia (L) ascendió al Torneo Argentino A con un global de 2-1. |       |               |                         |                     |

| Real Arroyo Seco                                                      | 4 - 0 | Atlético Candelaria | José Omar Pastoriza | 18 de junio de 2006 |
| Atlético Candelaria                                                   | 2 - 0 | Real Arroyo Seco    |                     | 24 de junio de 2006 |
| Real Arroyo Seco ascendió al Torneo Argentino A con un global de 4-2. |       |                     |                     |                     |

| Alumni (VM)                                                      | 5 - 0 | General Paz Juniors | Plaza Ocampo                | 18 de junio de 2006 |
| General Paz Juniors                                              | 2 - 0 | Alumni (VM)         | Estadio General Paz Juniors | 25 de junio de 2006 |
| Alumni (VM) ascendió al Torneo Argentino A con un global de 5-2. |       |                     |                             |                     |

### Torneo del Interior – Torneo Argentino B
| Bella Vista                                                      | 2 - 0 | Centenario  |  | 21 de mayo de 2006 |
| Centenario                                                       | 2 - 1 | Bella Vista |  | 28 de mayo de 2006 |
| Bella Vista ascendió al Torneo Argentino B con un global de 3-2. |       |             |  |                    |

| San Fernando                                                                | 1 - 0 | Juventud Alianza |  | 21 de mayo de 2006 |
| Juventud Alianza                                                            | 1 - 0 | San Fernando     |  | 27 de mayo de 2006 |
| Juventud Alianza se mantuvo en el Torneo Argentino B por ventaja deportiva. |       |                  |  |                    |

| Tiro Federal (M)                                                        | 0 - 1 | Sarmiento (R)    |  | 21 de mayo de 2006 |
| Sarmiento (R)                                                           | 2 - 1 | Tiro Federal (M) |  | 28 de mayo de 2006 |
| Sarmiento (R) se mantuvo en el Torneo Argentino B con un global de 3-1. |       |                  |  |                    |